# Werner Engel (Übersetzer)
Werner Engel (* 14. Januar 1921 in Fürth; † 24. April 2010 in Nürnberg) war ein deutscher Übersetzer.

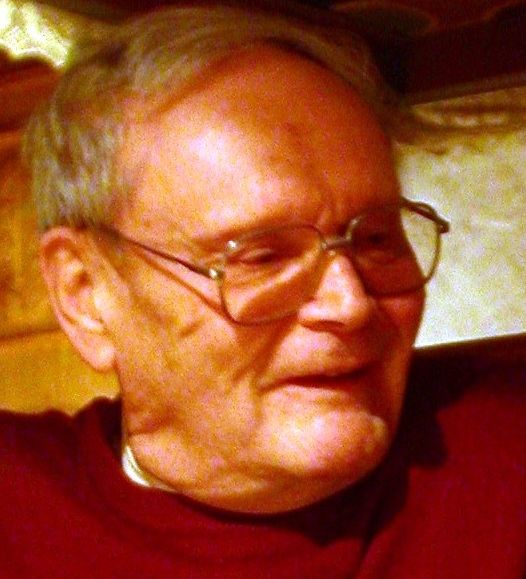
Werner Engel im Frühjahr 2004

## Leben und Werk
Der Sohn eines Kaufmanns legte 1939 das Abitur am humanistischen Gymnasium in Fürth ab und nahm ein Jurastudium in Erlangen und München auf. Im März 1941 wurde er zur Wehrmacht eingezogen und in Griechenland stationiert. Im weiteren Verlauf des Krieges geriet er in jugoslawische Kriegsgefangenschaft (bis 1949), die er unter anderem als Arbeiter in den slowenischen Bergwerken Hrastnik und Trbovlje sowie in Ljubljana verbrachte. In Ljubljana wurde dem lernbegierigen jungen Mann unter anderem durch Vermittlung von Fran Ramovš der Bezug von Büchern ermöglicht, mit deren Hilfe Engel Zugang zur slowenischen Sprache und Literatur fand. Nach seiner Rückkehr aus der Kriegsgefangenschaft und parallel zur Arbeit in der väterlichen Spielwarengroßhandlung nahm er ein Studium der Slawistik, der Byzantinistik und osteuropäischen Geschichte in Erlangen und München, auf, welches er später als „conditio sine qua non“ zur Verwirklichung der Übersetzung von Ivan Tavčars Roman Visoška kronika (1919): Die Chronik von Visoko bezeichnen sollte. Für diese seine einzige Übersetzung aus dem Slowenischen fand Werner Engel erst in den 1990er Jahren einen Verlag; die dritte Auflage (2008) veröffentlichte der Übersetzer auf eigene Kosten. Diese bemerkenswerte, stilistisch elaborierte Übersetzung versteht sich als Beitrag gegen die deutsche Ignoranz gegenüber der südslawischen Welt – „bis vor kurzem hat ja kaum jemand von uns so richtig gewußt, wo er dort [als Soldat] eigentlich war“. Werner Engel war öffentlich bestellter Übersetzer für Russisch und Serbokroatisch und literarischer Übersetzer aus dem Neugriechischen, Russischen und Slowenischen. Er war Mitarbeiter der Fürther Geschichtswerkstatt.

## Publikationen (Auswahl)
- Ivan Tavčar: Die Chronik von Visoko. Roman. Aus dem Slowenischen übersetzt und herausgegeben von Werner Engel. Königshausen & Neumann, Würzburg 1996. 2. Auflage 1998.
- Ivan Tavčar: Die Chronik von Visoko. Roman. Aus dem Slowenischen übersetzt und neu herausgegeben von Werner Engel. städtebilder fotoarchiv & verlag fürth, Fürth  2008.
- Michail P. Artzybaschew: Pascha Tumanow. Neufund, Neuübersetzung und hrsg. von Werner Engel. [W. Engel],  Nürnberg 2003. [Handschriftenabteilungen der Stadtbibliotheken Nürnberg und Fürth.]
- Georgios Psychountakis: Der Melder von Kreta. Kriegstagebuch eines kretischen Partisanen 1941-44. Unveröffentlichtes Manuskript, Stadtarchiv Fürth [o. J. ]
- Werner Engel: Zwischen Jugendlager und Kriegsgefangenschaft, Dokumente aus dem Leben eines Fürthers vom Jahrgang 1921, Fürther Kriegsreportagen, Teil 1. Herausgegeben von der Fürther Geschichtswerkstatt. städtebilder fotoarchiv & verlag fürth, Fürth 2008.